# General Tire
A General Tire and Rubber Company é uma empresa de manufatura de pneus norte americana, fundada em 1915, por William F. O'Neil em Akron, Ohio.
Em Portugal foi conhecida como Mabor General e no Brasil como Pneus General.
Em 1987, a General Tire foi comprada pela Continental AG.